# Ronde van Italië 2022/Achttiende etappe
De achttiende etappe van de Ronde van Italië 2022 wordt verreden op donderdag 26 mei van Borgo Valsugana naar Treviso. Het betreft een vlakke etappe over 146 kilometer.

## Uitslagen
| Borgo Valsugana– Treviso (146,0 km) |                  |                        |          |
| Plaats                              | Naam             | Ploeg                  |          |
| Winnaar                             | Dries De Bondt   | Alpecin-Fenix          | 3u21'21" |
| 2                                   | Edoardo Affini   | Jumbo-Visma            | z.t.     |
| 3                                   | Magnus Cort      | EF Education-EasyPost  | z.t.     |
| 4                                   | Davide Gabburo   | Bardiani-CSF-Faizanè   | z.t.     |
| 5                                   | Alberto Dainese  | Team DSM               | + 0'14"  |
| 6                                   | Arnaud Démare    | Groupama-FDJ           | z.t.     |
| 7                                   | Davide Cimolai   | Cofidis                | z.t.     |
| 8                                   | Mark Cavendish   | Quick Step-Alpha Vinyl | z.t.     |
| 9                                   | Fernando Gaviria | UAE Team Emirates      | z.t.     |
| 10                                  | Simone Consonni  | Cofidis                | z.t.     |
|                                     |                  |                        |          |
| 21                                  | Sam Oomen        | Jumbo-Visma            | + 0'20"  |

| Algemeen klassement |                    |                                    |             |
| Plaats              | Naam               | Ploeg                              | Tijd        |
| Roze trui           | Richard Carapaz    | INEOS Grenadiers                   | 76u41'21"   |
| 2                   | Jai Hindley        | BORA-hansgrohe                     | + 0'03"     |
| 3                   | Mikel Landa        | Bahrain-Victorious                 | + 1'05"     |
| 4                   | Vincenzo Nibali    | Astana Qazaqstan Team              | + 5'48"     |
| 5                   | Pello Bilbao       | Bahrain-Victorious                 | + 6'19"     |
| 6                   | Jan Hirt           | Intermarché-Wanty-Gobert Matériaux | + 7'12"     |
| 7                   | Emanuel Buchmann   | BORA-hansgrohe                     | + 7'13"     |
| 8                   | Domenico Pozzovivo | Intermarché-Wanty-Gobert Matériaux | + 12'30"    |
| 9                   | Juan Pedro López   | Trek-Segafredo                     | + 15'04"    |
| 10                  | Hugh Carthy        | EF Education-EasyPost              | + 17'03"    |
|                     |                    |                                    |             |
| 13                  | Thymen Arensman    | Team DSM                           | + 21'50"    |
| 28                  | Mauri Vansevenant  | Quick Step-Alpha Vinyl             | + 1u 26'05" |

## Opgaven
- João Almeida (UAE Team Emirates): Niet gestart vanwege een positieve coronatest

1e etappe ·
2e etappe ·
3e etappe ·
4e etappe ·
5e etappe ·
6e etappe ·
7e etappe ·
8e etappe ·
9e etappe ·
10e etappe ·
11e etappe ·
12e etappe ·
13e etappe ·
14e etappe ·
15e etappe ·
16e etappe ·
17e etappe ·
18e etappe ·
19e etappe ·
20e etappe ·
21e etappe
Startlijst · Eindstanden · Afbeeldingen